# Patrick Williams
Patrick Lee Williams (Carolina do Norte, 26 de agosto de 2001) é um jogador norte-americano de basquete profissional que atualmente joga no Chicago Bulls da National Basketball Association (NBA).
Ele jogou basquete universitário na Universidade Estadual da Flórida e foi selecionado pelos Bulls como a 4ª escolha geral no draft da NBA de 2020.

## Início da vida e carreira no ensino médio
Williams nasceu em 26 de agosto de 2001 em Charlotte, Carolina do Norte. Seus pais, Eddie e Janie, jogavam basquete universitário na Johnson C. Smith University. Williams cresceu em Charlotte e estudou na West Charlotte High School.
Em sua terceira temporada, Williams teve médias de 20,7 pontos, 7,7 rebotes, 3,7 assistências e 2,8 roubos de bola. Em sua última temporada, ele teve médias de 22,1 pontos, 9,0 rebotes, 2,8 bloqueios e 3,1 assistências e foi eleito o Jogador do Ano do Condado de Mecklenburg pelo Charlotte Observer. Ele terminou sua carreira escolar com 1.787 pontos marcados, 749 rebotes e 310 assistências ao longo de quatro temporadas.
Ele foi classificado como um recruta de quatro estrelas e foi colocado entre os 50 melhores candidatos em sua classe. Williams se comprometeu a jogar basquete universitário na Universidade Estadual da Flórida e rejeitou as ofertas de Arizona, Clemson, Louisville, Maryland, NC State, Ohio State, Texas, Virginia Tech e Wake Forest.

## Carreira universitária
Williams entrou em seu primeiro ano classificado como o 21º melhor candidato para o Draft da NBA de 2020 de acordo com a ESPN. Ele passou a temporada como o sexto homem da equipe.  
Williams registrou 18 pontos e quatro rebotes contra Western Carolina, seguido por uma exibição de 16 pontos contra o Tennessee-Chattanooga. Ele registrou 14 pontos e nove rebotes na vitória por 65-59 sobre Carolina do Norte. No jogo seguinte, ele teve 14 pontos em uma vitória por 99–81 sobre Miami. Williams contribuiu com 17 pontos e sete rebotes em uma vitória de 80-77 sobre Syracuse em 15 de fevereiro. 
Williams foi nomeado para a Equipe de Novatos e foi eleito o Sexto Homem do Ano da ACC após ter médias de 9,2 pontos, 4,0 rebotes e 1.0 bloqueios. Após a temporada, ele se declarou para o Draft da NBA de 2020 ao lado do companheiro de equipe, Devin Vassell.

## Carreira profissional

### Chicago Bulls (2020–Presente)
Williams foi selecionado pelo Chicago Bulls com a quarta escolha geral no draft da NBA de 2020. Em 22 de novembro de 2020, ele assinou um contrato de 4 anos e US$32.1 milhões com os Bulls. Em 23 de dezembro de 2020, Williams fez sua estreia na NBA marcando 16 pontos, pegando quatro rebotes, dando uma assistência, uma roubada de bola e um bloqueio em uma derrota por 104-124 contra o Atlanta Hawks. Em 15 de maio de 2021, ele marcou um recorde pessoal de 24 pontos, além de cinco rebotes e duas roubadas de bola, em uma derrota por 91-105 para o Brooklyn Nets.
Em 28 de outubro de 2021, durante a derrota por 103-104 para o New York Knicks, Williams sofreu uma luxação no pulso. No dia seguinte, foi anunciado que ele precisaria de cirurgia, ficando fora por 4 a 6 meses. Williams retornou à quadra em 21 de março de 2022, registrando sete pontos e dois rebotes em uma vitória por 113-99 sobre o Toronto Raptors. Em 10 de abril, ele marcou um recorde pessoal de 35 pontos, além de quatro rebotes e quatro assistências, em uma vitória por 124-120 sobre o Minnesota Timberwolves. Os Bulls se classificaram para os playoffs pela primeira vez desde 2017 e enfrentaram o Milwaukee Bucks, os campeões reinantes, durante sua série de primeira rodada. Williams fez sua estreia nos playoffs em 17 de abril, registrando cinco pontos, três rebotes e duas roubadas de bola em uma derrota por 86-93 no Jogo 1. Os Bulls acabaram perdendo a série em cinco jogos.
Em 6 de julho de 2024, Williams renovou com os Bulls em um contrato de 5 anos e US$90 milhões.

## Estatísticas da carreira

### NBA

#### Temporada regular
| Ano      | Equipe   | PJ  | PT  | MPJ  | AP   | 3P   | LL    | RT  | AS  | BR | TO | PPJ  |
| -------- | -------- | --- | --- | ---- | ---- | ---- | ----- | --- | --- | -- | -- | ---- |
| 2020–21  | Chicago  | 71  | 71  | 27.9 | .483 | .391 | .728  | 4.6 | 1.4 | .9 | .6 | 9.2  |
| 2021–22  | Chicago  | 5   | 5   | 25.0 | .565 | .500 | 1.000 | 2.2 | .6  | .6 | .4 | 6.6  |
| 2022–23  | Chicago  | 82  | 65  | 28.3 | .464 | .415 | .857  | 4.0 | 1.2 | .9 | .9 | 10.2 |
| 2023–24  | Chicago  | 43  | 30  | 27.3 | .443 | .399 | .788  | 3.9 | 1.5 | .9 | .8 | 10.0 |
| Carreira | Carreira | 201 | 171 | 27.1 | .488 | .426 | .843  | 3.6 | 1.1 | .8 | .6 | 9.0  |

#### Play-In
| Ano  | Equipe  | PJ | PT | MPJ  | AP   | 3P   | LL | RT  | AS  | BR  | TO  | PPJ |
| ---- | ------- | -- | -- | ---- | ---- | ---- | -- | --- | --- | --- | --- | --- |
| 2023 | Chicago | 2  | 0  | 21.2 | .333 | .333 | –  | 2.0 | 1.0 | 1.5 | 1.0 | 6.0 |

#### Playoffs
| Ano  | Equipe  | PJ | PT | MPJ  | AP   | 3P   | LL   | RT  | AS | BR  | TO | PPJ  |
| ---- | ------- | -- | -- | ---- | ---- | ---- | ---- | --- | -- | --- | -- | ---- |
| 2022 | Chicago | 5  | 5  | 30.6 | .468 | .333 | .727 | 5.4 | .8 | 1.0 | .6 | 11.8 |

### Universitário
| Ano     | Equipe        | PJ | PT | MPJ  | AP   | 3P   | LL   | RT  | AS  | BR  | TO  | PPJ |
| ------- | ------------- | -- | -- | ---- | ---- | ---- | ---- | --- | --- | --- | --- | --- |
| 2019–20 | Florida State | 29 | 0  | 22.5 | .459 | .320 | .838 | 4.0 | 1.0 | 1.0 | 1.0 | 9.2 |

Fonte: